# AS Monaco Basket
AS Monaco Basket, is een professionele basketbalclub uit de stad Monaco-Stad in Monaco. De club werd opgericht in 1928 en speelt haar thuiswedstrijden in het Salle Gaston Médecin met 5.000 zitplaatsen.

## Geschiedenis
AS Monaco won twee keer het Frans landskampioenschap in 2023 en 2024. Ook wonnen ze een keer de Coupe de France in 2023. In 2018 verloren ze de finale om de Basketball Champions League. Ze verloren de finale van AEK Athene uit Griekenland met 94-100. In 2021 wonnen ze finale om de EuroCup. Ze wonnen van UNICS Kazan uit Rusland met 2-0 in wedstrijden. In 2025 verloren ze de finale om de EuroLeague van Fenerbahçe Beko uit Turkije met 70-81.

## Erelijst
- Frans Landskampioenschap: 2023, 2024
  - Tweede: 1950, 2018, 2019, 2022
- Frans Landskampioenschap Pro B: 1973, 2015
- Coupe de France: 2023
  - Tweede: 1983
- Leaders Cup: 2016, 2017, 2018
  - Tweede: 2025
- EuroLeague:
  - Tweede: 2025
  - Derde: 2023
- EuroCup: 2021
- Basketball Champions League:
  - Tweede: 2018
  - Derde: 2017

## Bekende (oud)-spelers
- Cyril Akpomedah
- - Paris Lee
- Kemba Walker
- -- Khadeen Carrington
- Ibrahima Fall Faye

## Bekende (oud)-coaches
- Savo Vučević (2013-2015)
- Zvezdan Mitrović (2015-2018), (2020-2021)
- Saša Obradović (2019-2020), (2021-2024)
- Vassilis Spanoulis (2024-heden)